# Kraplewo
Kraplewo (deutsch Kraplau) ist ein Ort in der polnischen Woiwodschaft Ermland-Masuren. Er gehört zur Gmina Ostróda (Landgemeinde Osterode in Ostpreußen) im Powiat Ostródzki (Kreis Osterode in Ostpreußen).

## Geographische Lage
Kraplewo liegt südwestlich des Jezioro Lichtajny (deutsch Lichteiner See) im Westen der Woiwodschaft Ermland-Masuren, acht Kilometer südlich der Kreisstadt Ostróda (deutsch Osterode in Ostpreußen).

## Geschichte

### Ortsgeschichte
Bereits zur Ordenszeit wurde die Ortsstelle Crapelnaw genannt, wo 1325 der Krugwirt das Ausschankrecht erhielt. Das Gut entstand 1351, Der Ort war längere Zeit im Besitz der Familie Finck von Finckenstein und von 1852 bis 1945 Eigentum der mit dem Handelshaus Wien und Castell in Königsberg (Preußen) zusammengehörenden Familie Wien.
Der vor 1785 mit dem Namen Craplau bezeichnete Ort wurde am 7. Mai 1874 Amtsdorf und damit namensgebend für einen Amtsbezirk im Kreis Osterode in Ostpreußen innerhalb der Regierungsbezirks Königsberg (ab 1905: Regierungsbezirk Allenstein) der preußischen Provinz Ostpreußen.
Bis zum 20. September 1887 bestand neben dem Gutsbezirk Kraplau noch eine Landgemeinde gleichen Namens. Diese wurde dann in den Gutsbezirk integriert. Die Einwohnerzahl belief sich im Jahre 1910 auf 287.
Am 30. September 1928 wurde der Gutsbezirk Kraplau in die benachbarte Landgemeinde Greisenau (bis 1877 Dziadek) eingegliedert, diese dann in „Kraplau“ umbenannt. Greisenau war nun eine Ortschaft der Gemeinde Kraplau, die 1933 insgesamt 363 Einwohner bzw. 1939 insgesamt 349 Einwohner zählte.
Als 1945 Kraplau von Truppen der Roten Armee eingenommen wurde, fand der dortige Gutsbetrieb, dessen letzte Eigentümerin Marie Wien war, mit zuletzt 700 Hektar sein Ende. Das in der zweiten Hälfte des 19. Jahrhunderts entstandene und Anfang des 20. Jahrhunderts erweiterte Gutshaus blieb erhalten und dient heute auch der Agrarwirtschaft. Mit dem gesamten südlichen Ostpreußen wurde Kraplau im März 1945 der Verwaltung der Volksrepublik Polen unterstellt. Das Dorf erhielt die polnische Namensform „Kraplewo“ und ist heute mit dem Sitz eines Schulzenamts (polnisch Sołectwo) eine Ortschaft innerhalb der Landgemeinde Ostróda (Osterode in Ostpreußen) im Powiat Ostródzki (Kreis Osterode in Ostpreußen), bis 1998 der Woiwodschaft Olsztyn, seither der Woiwodschaft Ermland-Masuren mit Sitz in Olsztyn (Allenstein) zugehörig.

### Amtsbezirk Kraplau (1874–1945)
Der Amtsbezirk Kraplau umfasste bei seiner Errichtung 1874 sechs Orte. Aufgrund struktureller Veränderungen waren es am Ende noch vier:
| Deutscher Name                  | Polnischer Name   | Anmerkungen                                         |
| ------------------------------- | ----------------- | --------------------------------------------------- |
| Freiwalde                       | Wólka Lichtajńska | 1928 in „Lichteinen“ umbenannt                      |
| Greisenau bis 1877: Dziadek     | Dziadyk           | 1928 in „Kraplau“ umbenannt                         |
| Kraplau, Gut                    | Kraplewo          | 1928 nach Greisenau eingemeindet                    |
| Kraplau, Dorf                   |                   | 1887 in das Gut Kraplau integriert                  |
| (Adlig) Lichteinen bei Osterode | Lichtajny         |                                                     |
| Seubersdorf                     | Brzydowo          |                                                     |
| vor 1877: Klein Gröben          | Grabinek          | 1928 mit Groß Gröben zur Gemeinde Gröben vereinigt  |
| ab 1927: Groß Gröben            | Grabin            | 1928 mit Klein Gröben zur Gemeinde Gröben vereinigt |

Am 1. Januar 1945 bildeten noch Gröben, Kraplau, Lichteinen bei Osterode und Seubersdorf den Amtsbezirk Kraplau.

## Kirche

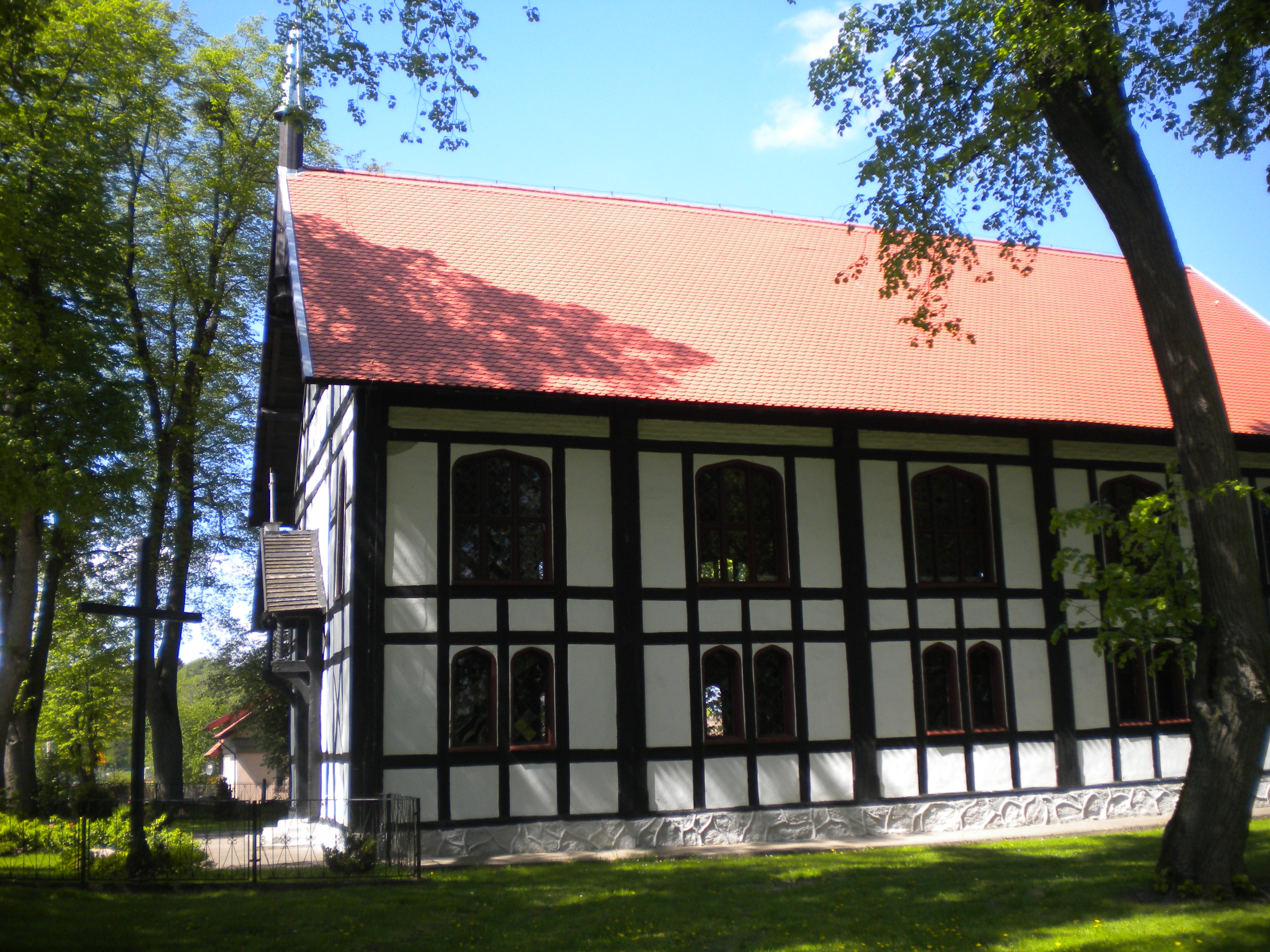
Die Kirche in Kraplewo

Bereits im 14. Jahrhundert war Kraplau ein Kirchdorf. Mit der Reformation hielt hier die lutherische Lehre Einzug.

### Evangelisch
Bis 1945 war Kraplau der Pfarrsitz der beiden vereinigten Kirchengemeinden Kraplau und Döhringen (polnisch Durąg) im Superintendenturbezirk Osterode des Kirchenkreises Osterode in der Kirchenprovinz Ostpreußen der Kirche der Altpreußischen Union. Im Jahre 1925 zählte der Sprengel Kraplau mit seinen sechs Ortschaften 1750 Gemeindeglieder. Die meisten von ihnen verließen durch Flucht und Vertreibung 1945 ihre Heimat. Die evangelische Gemeinde in Kraplau erlosch. Der Versuch einer Wiederbelebung scheiterte in den 1950er und 1960er Jahren, zumal das Kirchengebäude bereits von der Evangelisch-methodistischen Kirche übernommen worden war. Heute hier lebende evangelisch (-lutherische) Einwohner gehören jetzt zur Kirche Ostróda in der Diözese Masuren der Evangelisch-Augsburgischen Kirche in Polen.

### Evangelisch-methodistisch
Angehörige der Evangelisch-methodistischen Kirche (EmK) kamen im Herbst 1945 nach Osterode in Ostpreußen und auch nach Kraplewo, wo sie – wie ja auch in der Kreisstadt – das Kirchengebäude übernahmen. Das Gotteshaus widmeten sie der Heiligen Dreifaltigkeit. Es ist nun wieder eine Pfarrkirche, jetzt dem Okręg Mazurski (Bezirk Masuren) der EmK in Polen zugeordnet.
Kontakte zwischen dem Joseph-König-Gymnasium in Haltern am See und dem Gimnazjum im benachbarten Durąg (Döhringen) sind um eine Partnerschaft der evangelischen Kirchengemeinde in Haltern und der Kirchengemeinde in Kraplewo erweitert worden.

### Römisch-katholisch
Bis 1945 waren die römisch-katholischen Einwohner in Kraplau und Umgebung in die Kirche der Kreisstadt Osterode eingepfarrt. Seit 1945 befindet sich für die Einwohner von Kraplewo die nächste Kirche weiterhin in Ostróda im Erzbistum Ermland. Seit 1962 besteht auch eine Pfarrei in Durąg (Döhringen).

## Persönlichkeiten

### Aus dem Ort gebürtig
- David Braun (1664–1737), Burggraf zu Marienburg, Historiker und Erschaffer der Bibliotheca
- Paul Brandes (1873 bis nach 1955), deutscher Architekt

### Mit dem Ort verbunden
- Walter Kratz (1895 bis nach 1939), war von 1927 bis 1933 Gutsbeamter auf Kraplau

## Verkehr

### Straße
Kraplewo liegt an der Kreisstraße (Droga powiatowa, DP) 1232N, die bei Wirwajdy (Warweiden) von der Landesstraße 16 abzweigt und bis nach Ostrowin (Osterwein) führt. Eine Nebenstraße, von Glądy (Glanden) über Dziadyk (Greisenau) verlaufend, endet in Kraplewo.

### Schienen
Vor 1945 war Kraplau Bahnstation an der Bahnstrecke Osterode–Hohenstein. Der Bahnhof lag 1,35 Kilometer südöstlich des Dorfes.